# 本顿 (肯塔基州)
本顿（英語：Benton），是美国肯塔基州的一座城市。建立于1842年，面积约为10.9平方公里（4.2平方英里）。根据2010年美国人口普查，该市的人口为4,349人。